# Debate entre comida y combustibles

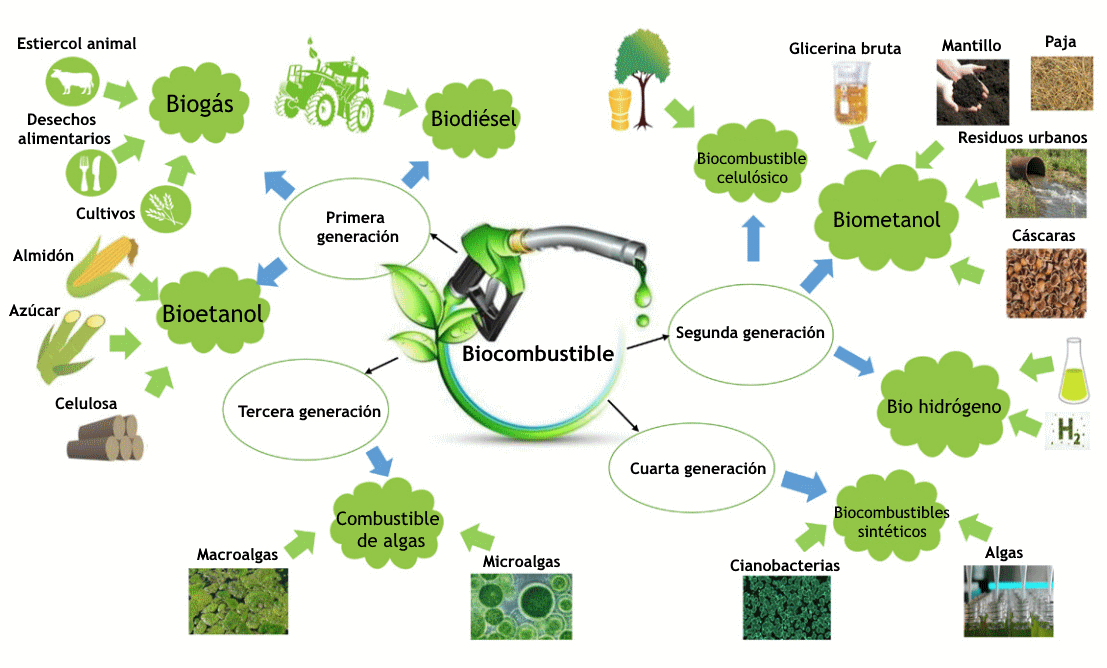
Tipos y generación de biocombustibles.

El debate entre la comida y los biocombustibles es el dilema que existe con respecto al riesgo de desviar tierras agrícolas o cultivos para la producción de biocombustibles en detrimento del suministro de alimentos. Este debate entre biocombustibles y el precio de los alimentos implica una amplia variedad de puntos de vista, además, es un tema duradero y controvertido en la literatura científica y política. La producción de biocombustibles implica cambios en el uso del suelo. Esto implica quitar tierras de cultivo para la producción alimentaria y destinarlas a la siembra de granos para biocombustibles.[cita requerida]
Hay un amplio desacuerdo con respecto a la gravedad del problema, qué lo está causando y qué puede o debe hacerse para la solución del mismo. Esta complejidad e incertidumbre se deben a la gran cantidad de impactos y ciclos de retroalimentación que pueden afectar positiva o negativamente al sistema de precios. Además, las fortalezas relativas de estos impactos positivos y negativos varían a corto y largo plazo, e involucran efectos retardados. Las investigaciones actuales utilizan diferentes modelos económicos y formas competitivas de análisis estadístico.

## Debate entre uso alimentario o biocombustible

### Crecimiento de la producción de biocombustible
La producción de bicombustibles se ha incrementado en los últimos años. Algunos productos básicos como es el maíz, la caña de azúcar o el aceite vegetal se pueden utilizar tanto como comida como de materia prima para fabricar biocombustibles. Por ejemplo, desde 2006, una porción de terreno en Estados Unidos que se utilizaba para la producción de otros cultivos en la actualidad se utiliza para la producción de maíz para biocombustibles y una cuota más amplia del maíz está destinada a la producción de etanol, alcanzando el 25% en 2007. Los biocombustibles de segunda generación podrían combinar potencialmente la agricultura para la alimentación y el combustible y, además, la electricidad podría generarse simultáneamente, lo que podría ser beneficioso para los países en desarrollo y las zonas rurales de los países desarrollados.
Con la demanda mundial de biocombustibles en aumento debido al aumento del precio del petróleo que se está produciendo desde 2003 y el deseo de reducir la dependencia del petróleo, así como también de reducir las emisiones de GEI del transporte, también se teme la posible destrucción de hábitats para convertirse en tierras de cultivo. Los grupos ecologistas han expresado su preocupación por esta compensación durante varios años, pero el debate solo llegó a una escala global debido a la crisis alimentaria mundial (2007-2008). Por otra parte, numerosos estudios muestran que la producción de biocombustible podría incrementar significativamente sin incremente de la superficie de cultivo afirmando, por lo tanto, que la crisis en cuestión se basa en la escasez de alimentos.

### Brasil como principal valedor del biocombustible
Se considera que Brasil tiene la primera economía de biocombustibles sostenibles del mundo y su gobierno afirma que la industria de etanol basada en caña de azúcar no ha contribuido a la crisis alimentaria de 2008. Un documento de trabajo de investigación de políticas del Banco Mundial publicado en julio de 2008 llegó a la conclusión de que "... los grandes aumentos en la producción de biocombustibles en los Estados Unidos y Europa son la principal razón detrás del fuerte aumento en los precios mundiales de los alimentos" , y también declaró que "el etanol a base de caña de azúcar de Brasil no hizo que los precios de los alimentos aumentaran considerablemente". Sin embargo, un estudio de 2010 también realizado por el Banco Mundial concluyó que su estudio anterior puede haber sobrestimado la contribución de la producción de combustibles, ya que "el efecto de los biocombustibles en los precios de los alimentos no ha sido tan grande como se pensó originalmente, pero el uso de productos básicos por parte de inversores financieros (la llamada "financiarización de productos básicos") puede haber sido en parte responsable del aumento de 2007/08 ". Un estudio independiente realizado por la OCDE en 2008 también encontró que el impacto de los biocombustibles en los precios de los alimentos es mucho menor.